# Кубок Білорусі з футболу 1994—1995
Кубок Білорусі з футболу 1994–1995 — 4-й розіграш кубкового футбольного турніру в Білорусі. Титул вперше здобув Динамо-93 (Мінськ).

## Календар
| Раунд        | Дата            | Матчі | Клуби   |
| ------------ | --------------- | ----- | ------- |
| Перший раунд | 3 серпня 1994   | 9     | 41 → 32 |
| 1/16 фіналу  | 31 серпня 1994  | 16    | 32 → 16 |
| 1/8 фіналу   | 21 вересня 1994 | 8     | 16 → 8  |
| 1/4 фіналу   | 4-5 жовтня 1994 | 4     | 8 → 4   |
| 1/2 фіналу   | 26 жовтня 1994  | 2     | 4 → 2   |
| Фінал        | 28 червня 1995  | 1     | 2 → 1   |

## Перший раунд
| Команда 1                | Рахунок | Команда 2                    |
| ------------------------ | ------- | ---------------------------- |
| 3 серпня 1994            |         |                              |
| Торпедо (Жодино) (2)     | 3:2     | Легмаш (Орша) (3)            |
| Дніпро (Рогачов) (3)     | 0:1     | Фомальгаут (Борисов) (3)     |
| Хімік (Світлогорськ) (2) | 3:1     | ЗЛіН (Гомель) (2)            |
| КПФ (Слонім) (2)         | 1:3     | Сантанас (Самохваловичі) (2) |
| Будівельник (Береза) (3) | 5:2 дч  | Автопровод (Щучин) (3)       |
| Комунальник (Пінськ) (2) | 3:1     | Біолог (Новополоцьк) (3)     |
| Нафтан (3)               | 1:0     | Трансмаш (Могильов) (2)      |
| Зоря (Язиль) (3)         | 0:1     | Метапол (Барановичі) (3)     |
| Кардан-Флаєрс (2)        | 2:3     | Полісся (Мозир) (2)          |

## 1/16 фіналу
| Команда 1                      | Рахунок      | Команда 2            |
| ------------------------------ | ------------ | -------------------- |
| 31 серпня 1994                 |              |                      |
| Брестбитхім (Кобрин) (2)       | 0:1 дч       | Дніпро (Могильов)    |
| Атака-Аура (Мінськ) (2)        | 0:3          | Молодечно            |
| Полісся (Мозир) (2)            | 5:1          | Шахтар (Солігорськ)  |
| Метапол (Барановичі) (3)       | 1:3          | Локомотив (Вітебськ) |
| Хімік (Світлогорськ) (2)       | 2:3          | Ведрич-97 (Річиця)   |
| Фомальгаут (Борисов) (3)       | 1:0          | КІМ (Вітебськ)       |
| Динамо-Юні (Мінськ) (2)        | 2:4          | Динамо (Мінськ)      |
| Хімволокно (Гродно) (2)        | 0:3          | Торпедо (Могильов)   |
| Будівельник (Старі Дороги) (2) | 2:0          | Фандок (Бобруйськ)   |
| Фандок-2 (Бобруйськ) (3)       | 0:5          | Шинник (Бобруйськ)   |
| Комунальник (Пінськ) (2)       | 0:1          | Динамо (Берестя)     |
| Торпедо (Жодино) (2)           | 1:2          | Динамо-93 (Мінськ)   |
| Деревообробник (Мости) (3)     | 1:2          | Взуттєвик (Ліда)     |
| Сантанас (Самохваловичі) (2)   | 1:3          | Німан                |
| Нафтан (3)                     | 5:1          | Гомсільмаш           |
| Будівельник (Береза) (3)       | 1:1 пен. 1:4 | Торпедо (Мінськ)     |

## 1/8 фіналу
| Команда 1            | Рахунок | Команда 2                      |
| -------------------- | ------- | ------------------------------ |
| 21 вересня 1994      |         |                                |
| Ведрич-97 (Річиця)   | 2:1 дч  | Фомальгаут (Борисов) (3)       |
| Молодечно            | 1:0     | Динамо (Мінськ)                |
| Динамо (Берестя)     | 0:1 дч  | Торпедо (Могильов)             |
| Локомотив (Вітебськ) | 0:1     | Динамо-93 (Мінськ)             |
| Взуттєвик (Ліда)     | 0:1     | Будівельник (Старі Дороги) (2) |
| Дніпро (Могильов)    | 1:0     | Німан                          |
| Шинник (Бобруйськ)   | 1:0     | Нафтан (3)                     |
| Торпедо (Мінськ)     | 0:2     | Полісся (Мозир) (2)            |

## 1/4 фіналу
| Команда 1          | Рахунок      | Команда 2                      |
| ------------------ | ------------ | ------------------------------ |
| 4 жовтня 1994      |              |                                |
| Торпедо (Могильов) | 2:1          | Полісся (Мозир) (2)            |
| 5 жовтня 1994      |              |                                |
| Ведрич-97 (Річиця) | 0:0 пен. 1:4 | Шинник (Бобруйськ)             |
| Динамо-93 (Мінськ) | 1:0          | Будівельник (Старі Дороги) (2) |
| Дніпро (Могильов)  | 2:0          | Молодечно                      |

## 1/2 фіналу
| Команда 1          | Рахунок      | Команда 2          |
| ------------------ | ------------ | ------------------ |
| 26 жовтня 1994     |              |                    |
| Торпедо (Могильов) | 4:0          | Шинник (Бобруйськ) |
| Динамо-93 (Мінськ) | 1:1 пен. 6:5 | Дніпро (Могильов)  |

## Фінал
| 28 червня 1995 |

| Динамо-93 (Мінськ)                                                                             | 1:1      | Торпедо (Могильов)                                                                                |
| ---------------------------------------------------------------------------------------------- | -------- | ------------------------------------------------------------------------------------------------- |
| Довнар 76'                                                                                     | Протокол | Кузьменок 39'                                                                                     |
|                                                                                                | Пенальті |                                                                                                   |
| Вергейчик · Шило · Лаврик · Скрипченко · Шавров · Турчинович · Довнар · Тарловський · Павлючук | 7:6      | Головін · Приходько · Рябоконь · Савельєв · Мігурський · Геращенко · Седньов · Кузьменок · Пінчук |

| Стадіон «Динамо», Мінськ Глядачів: 2 500 Арбітр: Вадим Жук |